# Ex libris

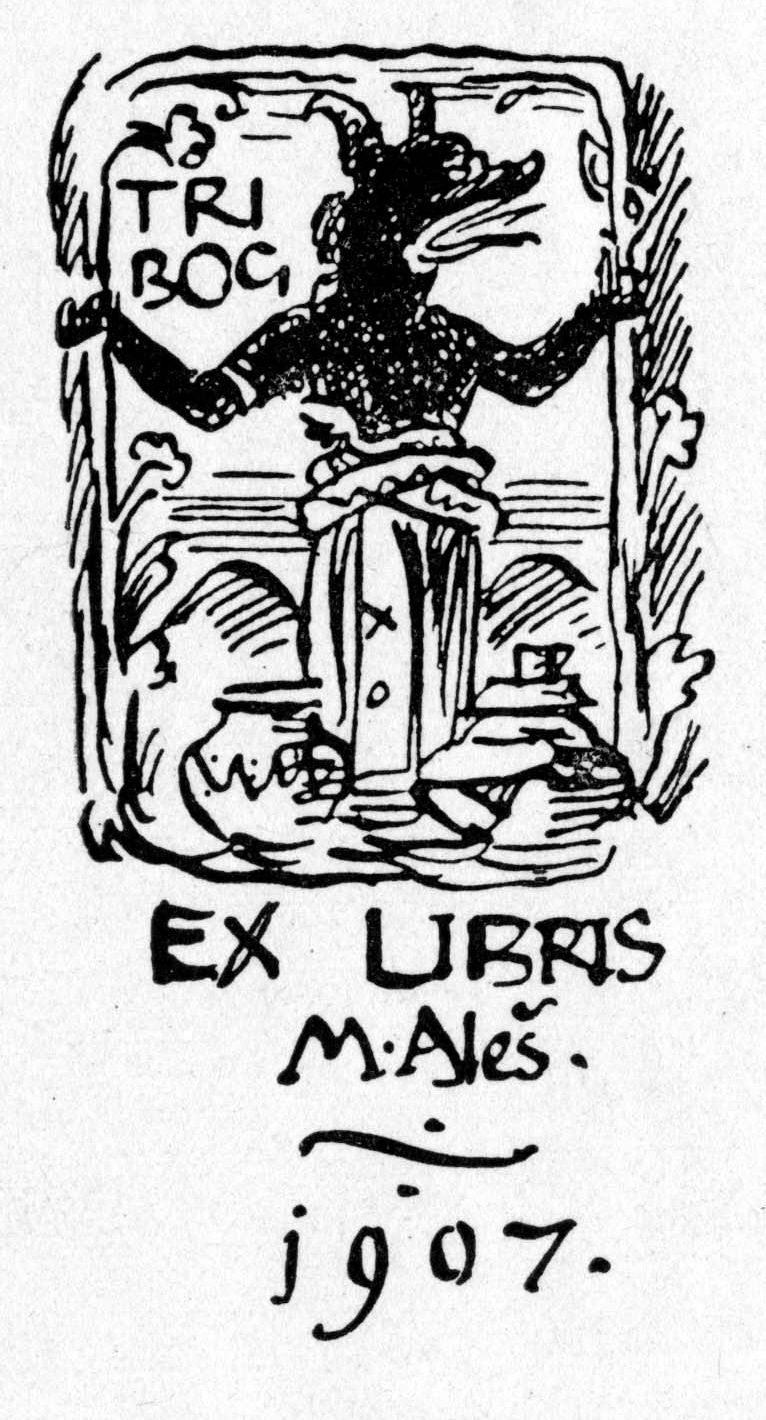
Ex libris Mikoláš Aleš 1907

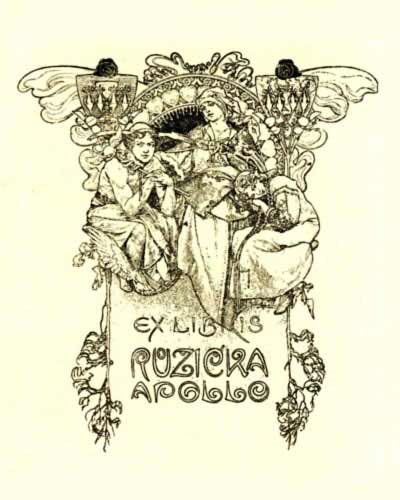
Ex libris Apollo Růžička, autor Alfons Mucha

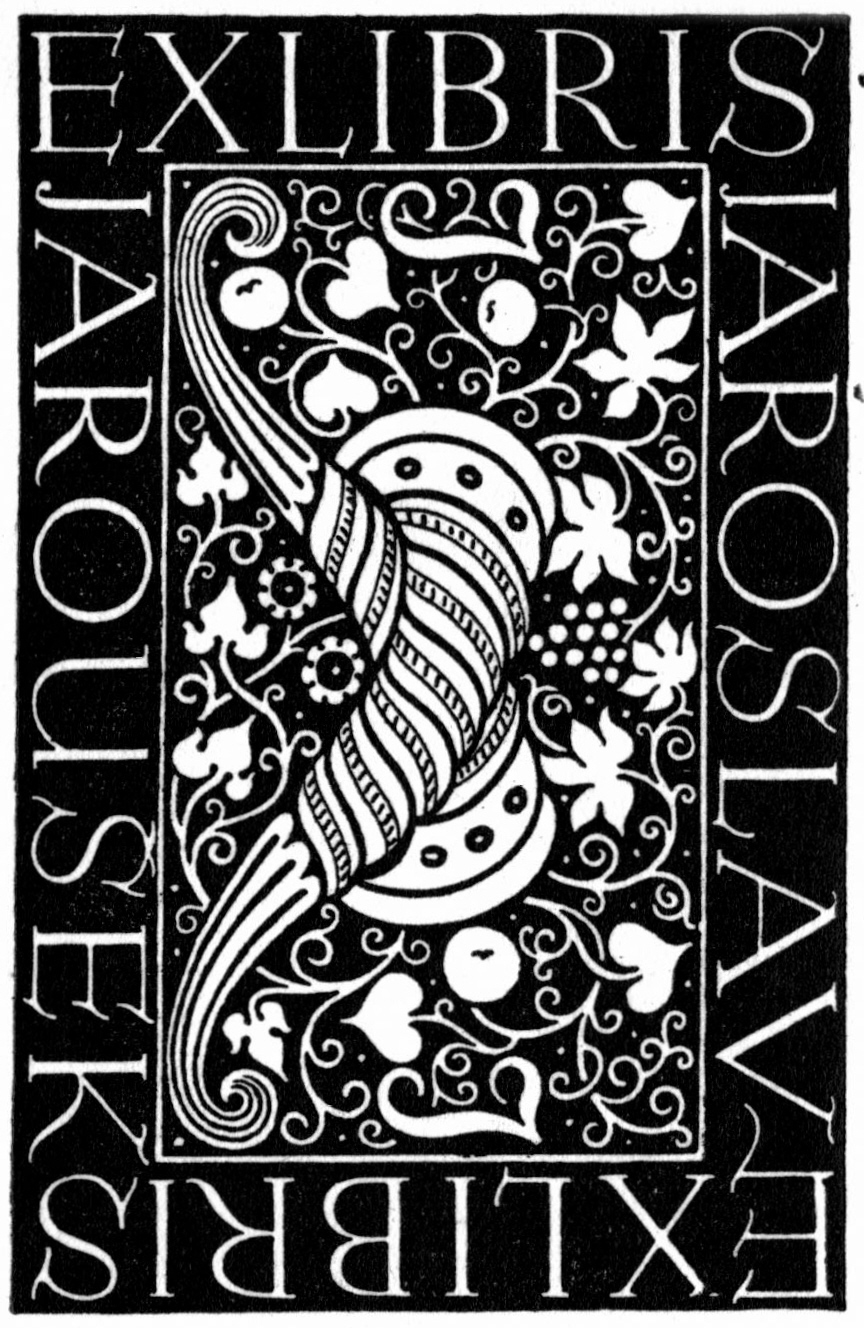
Ex libris Jaroslav Jaroušek, autor Vratislav Hugo Brunner

Ex libris v latině znamená doslova z knih, ve smyslu: Tato kniha je z knih pana XY. Do češtiny se překládá jako knižní značka. Jako podstatné jméno se toto latinské označení píše v češtině  zpravidla jedním slovem. 

## Původ
Knižní značky vznikly ve středověké Evropě jako funkční prostředek označení tehdy cenného knižního majetku jednotlivců, šlechtických rodů  a církevních institucí. V raném novověku se začaly vlepovat na vnitřní stranu knih papírové lístky s latinským nápisem Ex libris (Z knih) a se jménem majitele.
Už ve středověku některé knižní značky měly uměleckou úroveň (např. Albrecht Dürer). Od konce 19. století pak  došlo ke kultivaci knižní produkce; s tím souviselo i zvýšení umělecké úrovně knižních značek. Knižní značky se pak začaly používat nejen k označení vlastníka knih, ale staly se i předmětem zájmu sběratelů.

## Čeští tvůrci Ex libris
Tvorbou ex libris se zabývali umělci v Čechách už od konce 19. století.  Současná literatura (viz Vencl) uvádí více než 300 autorů v českých zemích od počátku 20. století do současnosti.  Rovněž řada autorů poštovních známek vytvořila působivá ex libris, do kterých vložila svůj díl umělecké invence, např. Cyril Bouda,  Jiří Švengsbír, Jaroslav Lukavský, Oldřich Kulhánek a mnoho dalších.
V současné době převažují knižní značky individualizované, tj. konkrétních majitelů knižního fondu. Mohou to být také instituce, zejména knihovny a úřady. Svým pojetím jsou zvláštností fiktivní ex libris, která nemohla vzniknout na zvláštní objednávku, protože jejich adresáti již dávno nežijí. Umělec do těchto ex libris promítá své znalosti i představy o těchto osobnostech.

## Náměty a technika
Námětově je obsah ex libris velmi různorodý. Pro osoby mohou vzniknout "mluvící" ex libris, tj. grafické zobrazení jména zadavatele, pokud je to vůbec možné. Často však jde spíše o vystižení profese nebo zájmů objednatele v oblasti umění či literatury. Často jde i  o přírodní či historickou památku. Velmi často je důvodem objednávky je  i  vztah objednatele k umělci a ke směřování k jeho dosavadní tvorby. V takovém případě je dost snadné určit autora ex libris, i když často si lze pomoci také autorskou značkou.
Specifickou oblastí je tvorba ex libris pouze pro určitou část knihovny objednatele, např. knihovna hudebnin, vědeckofantastické literatury nebo i erotické literatury.

## Technika tisku
Ex libris jsou tištěna obecnými grafickými technikami. Zcela výjimečná jsou ex libris, která byla vytvořena pouze v jednom exempláři pomocí kreslířských či malířských technik, zpravidla jako dar umělce obdarované osobě. Exlibris může být i razítkové

## České sdružení sběratelů
České sběratele ex libris sdružuje Spolek sběratelů a přátel ex libris, založený v listopadu 1918 pod názvem Československý spolek sběratelů a přátel ex libris. Od roku 1937 vydává Spolek sběratelů a přátel exlibris časopis Knižní značka. Název časopisu a logo vytvořil akademický malíř Miroslav Houra. Od roku 2002 vydává Spolek časopis Sborník pro exlibris a drobnou grafiku, který navázal na Sborník pro exlibris a jinou užitou grafiku.